# 고사정
고사정(일본어: 甲佐町 고사마치[*])은 일본 구마모토현의 거의 중심에 있는 가미마시키군의 정이다.

## 지리
구마모토현 중앙부 내륙 지역에 있고 구마모토시에서 남동쪽으로 약 20km 떨어진 곳에 위치하고 있다. 북서부는 구마모토 평야의 남동단에 해당하지만 정역의 상당수는 규슈 산지에 포함되어 고도가 높아진다. 정의 중앙을 1급 하천인 미도리가와강이 흐르고 매년 6월~10월은 은어 낚시로 활기찬다.

### 인접한 자치체
- 구마모토시
- 우키시
- 가미마시키군 미후네정
- 시모마시키군 미사토정

## 역사
- 1889년 4월 1일 - 정촌제 시행과 함께 가미마시키군 고사정, 미야우치촌, 다쓰노촌, 시라하타촌, 오토메촌이 성립하였다.
- 1955년 1월 1일 - 고사정, 미야우치촌, 다쓰노촌, 시라하타촌, 오토메촌이 대등 합병해 새로운 고사정이 성립하였다.

## 교통

### 도로
- 규슈 자동차도
- 국도 443호선